# Pere Abella i Freixes
Pere Abella i Freixes (Riudecanyes, Baix Camp, 16 de novembre del 1824 – Barcelona, 12 d'abril del 1877) va ser un professor de cant, compositor, pianista i director d'orquestra català.
Es va casar amb la cèlebre cantant lírica italiana Elena d'Angri.
Com a docent, va destacar per ser mestre de l'actriu i soprano anglesa Zaré Thalberg i, el 1853, de la cantant d'òpera italiana Carmelina Poch. El Correo de Teatros assegura que també va ser mestre de Enrico Tamberlick, però aquest fou deixeble de Basadonna i de Guglielmi.
Segons Saldoni i Felip Pedrell, Pere Abella va ser compositor, tot i que no es conserva la seva obra. Com a director, el juny del 1854 executà diverses òperes al Gran Teatre del Liceu.
Va traspassar a Barcelona el 12 d'abril de 1877, sent més famós a l'estranger que a Espanya, i està enterrat al cementiri de Sant Gervasi.